# Fotoupornik
Fotoupórnik (ali fotoupor) je upornik, katerega upornost se spreminja v odvisnosti od intenzitete vpadle svetlobe. Fotoprevodniki kažejo fotoprevodnost, kar pomeni, da njihova upornost pojema z naraščajočo intenziteto vpadne svetlobe. Fotouporniki se med drugim uporabljajo v vezjih svetlobnih detektorjev in svetlobno občutljivih stikal.
Fotoupornik je narejen iz polprevodnika z visoko upornostjo. Upornosti fotoupornikov lahko v temi dosegajo vrednosti več megaohmov (MΩ), na svetlobi pa njihova upornost pade na nekaj sto ohmov. Če je frekvenca vpadne svetlobe oziroma energija fotonov nad določeno vrednostjo (večja od širine prepovedanega pasu), fotoni v polprevodniku povzročijo skok elektronov iz valenčnega v prevodni pas. Ta pojav imenujemo notranji fotoefekt. Nastali prosti elektroni in njim pripadajoče elektronske vrzeli prevajajo električni tok in posledično nižajo upornost. Razpon upornosti in občutljivost fotoupornika se lahko močno razlikujeta med različnim napravami. Še več, posebni fotouporniki imajo na fotone v različnih frekvenčnih pasovih lahko znatno drugačen odziv.
Polprevodniki se lahko delijo na dopirane in nedopirane. Pri nedopiranih polprevodnikih potrebujejo fotoni razmeroma veliko energije, da elektrone dovolj vzbudijo, da preskočijo celoten prepovedan pas in preidejo v prevodni pas. Dopirani polprevodniki pa vsebujejo nečistoče (dopante), katerih energija osnovnega stanja atoma oziroma nosilca naboja leži bližje energiji prevodnega pasu. Taki polprevodniki tako postanejo prevodni pri nižjih energijah vpadnih fotonov (nižje frekvence vpadne svetlobe), saj elektroni potrebujejo manj energije za skok v prevodni pas.

## Lastnosti
Fotouporniki so manj svetlobno občutljivi in bistveno počasnejši kot na primer fotodiode ali fototranzistorji. Fotouporniki za razliko od slednjih nimajo PN spoja in so zato pasivne komponente. Njihova fotoupornost je močno odvisna od okoliške temperature, zaradi česar so neprimerni za aplikacije, pri katerih je pomembno natančno štetje fotonov ali velika občutljivost.
Fotouporniki se prav tako ponašajo z določeno mero časovnega zamika (latenco) med začetkom izpostavitve svetlobi is posledičnim padcem upora. Značilen zamik je okoli 10 milisekund. Pri obratnem dogodku, kadar se fotoupornik prestavi iz svetlega v temno območje, je časovni zamik še večji, pogosto tudi sekundo. Ta lastnost onemogoča njihovo uporabo pri zaznavanju hitro utripajočih svetil.

## Uporaba
Obstaja veliko vrst fotoupornikov. Cenovno ugodne celice iz kadmijevega sulfida se pogosto uporabljajo v svetlomerih v fotoaparatih, alarmnih sistemih (kot detektor svetlobnega žarka), uličnih svetilkah, svetlobnih cestnih oznakah itd.
V ulični razsvetljavi se fotouporniki uporabljajo za nadzor vklopa in izklopa svetilk. Vpad dnevne svetlobe namreč povzroči izklop svetilke, kar zagotavlja, da svetilke svetijo le ponoči in tako prihranijo energijo.
Fotouporniki se uporabljajo tudi v nekaterih zvočnih kompresorjih. Ti so namenjeni selektivnemu ojačenju signala zvoka. Bolj glasen kot je zvok, manjše je ojačanje. Fotoupornik, ki je skupaj s svetilko ali LED povezan na izvor, povzroča spremembo v ojačitvi signala. Ta način naj bi zaradi zakasnitev fotoupornika zgladil ojačitve signala. Zakasnitve v takih aplikacijah so reda 100 milisekund.
Fotoupornike se uporablja tudi za zaznavanje svetlobe izven vidnega dela spektra. Za srednjevalovni infrardeč spekter se uporabljajo PbS in InSb fotouporniki, Ge:Cu fotouporniki pa so med najboljšimi detektorji za daljno infrardeče valovanje in se uporabljajo v infrardeči astronomiji in spektroskopiji.
Uporaba CdS in CdSe fotoupornikov je v Evropi prepovedana zaradi direktive RoHS, ki omejuje uporabo nevarnih snovi (kadmija) v elektronskih napravah.